# Crassiembolius
Crassiembolius is een geslacht van wantsen uit de familie van de Miridae (Blindwantsen). Het geslacht werd voor het eerst wetenschappelijk beschreven door Carvalho in 1981.

## Soorten
Het genus bevat de volgende soorten:

- Crassiembolius nigris Carvalho, 1981
- Crassiembolius semipallidus Carvalho, 1981